# Anželika Kotjugová
Anželika Pjatrovna Kotjugová (bělorusky Анжаліка Пятроўна Котюга; * 25. května 1970 Minsk, Běloruská SSR, SSSR) je bývalá běloruská rychlobruslařka.
Ve Světovém poháru debutovala v roce 1995, zúčastnila se i Mistrovství světa ve sprintu 1995, na kterém skončila na 24. místě. V roce 1997 poprvé startovala na Mistrovství světa na jednotlivých tratích. Zúčastnila se Zimních olympijských her 1998, na trati 500 m byla šestnáctá, na dvojnásobné distanci se umístila na 25. příčce. Výraznějších výsledků dosáhla až po roce 2000. Získala bronz na světovém sprinterském šampionátu 2002, na zimní olympiádě 2002 se umístila na pátém (500 m) a dvanáctém (1000 m) místě. V dalších dvou letech byla na sprinterském šampionátu šestá, na mistrovstvích světa na jednotlivých tratích získala v letech 2003 a 2004 bronz a stříbro z trati 500 m, na kilometru byla pátá a čtvrtá. Vybojovala stříbro na Mistrovství světa ve sprintu 2005. Sezóny 2006/2007 a 2007/2008 vynechala, po ročnících 2008/2009 a 2009/2010 bez větších úspěchů ukončila sportovní kariéru.